# Ayub Daud
Ayub Daud (arabe : ايوب داؤود) (né le 24 février 1990 à Mogadiscio en Somalie) est un footballeur somalien (possédant également la nationalité éthiopienne et italienne). Il joue comme milieu offensif.

## Biographie
Né à Mogadiscio, Ayub grandit pourtant en Italie, à Coni où sa famille émigre alors qu'il est âgé de cinq ans,. Son père, Hussein Daud, fut également footballeur professionnel et évolua avec l'équipe de Somalie. 
Ayub rejoint le centre de formation de la Juventus Football Club durant l'année 2000 et fait ses débuts de Juventino avec l'équipe des Primavera (les moins de 20 ans) lors de la saison 2007-08.
Il participe au Torneo di Viareggio 2009 avec les Primavera. Il termine meilleur joueur du tournoi, ainsi que meilleur buteur en inscrivant huit buts, en plus de la victoire du club dans la compétition.
Ayub Daud débute en Série A le 14 mars 2009 lors du match Juventus-Bologne FC (4-1) en entrant à la place de Sebastian Giovinco dans les dernières minutes du match tandis que son coéquipier de promotion, l'Italien Ciro Immobile remplace le capitaine légendaire des Bianconeri, Alessandro Del Piero.
Le 6 août 2009, il est prêté par les dirigeants turinois au FC Crotone (Serie B) pour 6 mois. Après son retour à la Juve en janvier 2010, il est reprêté au club de Serie C de l'AC Lumezzane. Il joue ensuite à Cosenza et à Gubbio, toujours en prêt.

## Palmarès

### Avec la Juventus
- Supercoppa Primavera : 2007
- Torneo di Viareggio : 2009

### Avec Lumezzane
- Coppa Italia Lega Pro : 2010

### Avec Gubbio
- Lega Pro Prima Divisione (Groupe A) : 2011

### Individuel
- Meilleur buteur du Torneo di Viareggio 2009